# Лалаян, Ерванд Александрович

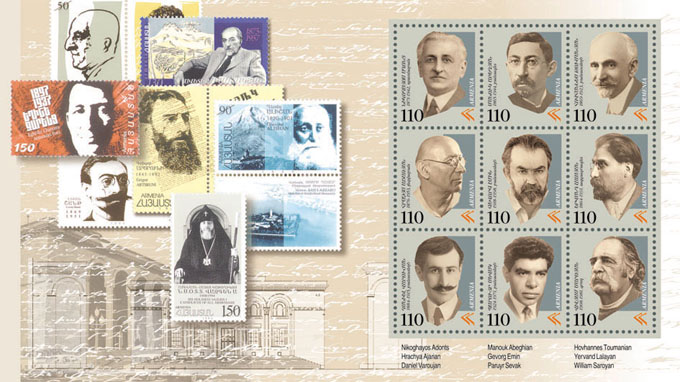
Адонц, Абегян, Туманян, Ачарян, Эмин, Лалаян, Варужан, Севак, Сароян

Ерва́нд Алекса́ндрович Лалая́н (Лалаянц) (арм. Երվանդ Լալայան Ալեքսանդրի; 1864 — 1931) — армянский этнограф, археолог, кавказский краевед и фольклорист преподаватель Нерсесовской семинарии (в начале XX в.) и редактор-издатель «Этнографического сборника», член Московского археологического общества
Один из организаторов Армянского этнографического общества. Основные работы по этнографии армян и по археологии Армении.

## Биография
Родился 25 марта 1864 года в г. Александрополе (позже — Ленинакан, ныне Гюмри, Армения).
В 1894 году окончил Женевский университет в Швейцарии. В 1896−1916 годах выпускал этнографическое периодическое издание «Азгагракан андес» (вышло 26 томов). Будучи одним из организаторов Армянского этнографического общества, в 1909 году в Тифлисе по его инициативе создается Этнографическо-археологический музей, в 1921 году этот музей переводится в Ереван, где на его основе был создан Государственный исторический музей Армении, первым директором которого стал Лалаян.

Основные работы Ерванда Лалаяна посвящены этнографии армян и по археологии Армении. В 1903–1904 годах он получал Открытые листы для собирания надписей на древних памятниках, а также произвел раскопки у Кизыл-Ванка и на теле Кюль-тепе в Нахичевани. Пол поручению Московского археологического общества по поручению в 1905, 1906 и 1908 годах раскопал более 500 погребений у оз. Севан. В 1904 году во время своих изысканих открывает древнее поселение Куль-тепе. В 1908 году он обследовал Ордубайский участок Нахичеванского уезда, Даралагезский участок одноименного уезда и в Новобаязетском уезде произвел раскопки по берегам озера Севан. В 1912 году опубликовал заметку о Севанском монастыре в Новобаязетском уезде.
Е.А. Лалаянц проводил раскопки в Эчмиадзинском уезде и обнаружил орудия каменного века, что, по его словам, представляет значительный интерес, поскольку до этого времени на Кавказе почти совсем не найдены изделия этого периода
Умер 24 февраля 1931 года в Ереване.

## Память
- В 2000 году была выпущена почтовая марка Армении, посвященная Лалаяну.

## Звания и награды
- Археологические исследования, проведенные им в городах и селах Армении, были удостоены премии имени Кананяна Лазаревского института восточных языков.